# 銃砲刀剣類登録

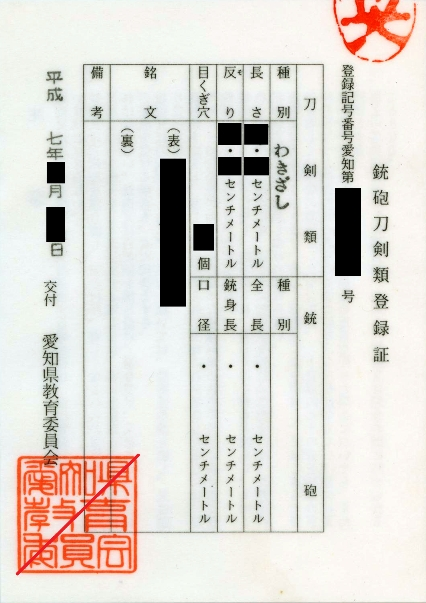
銃砲刀剣類登録証

銃砲刀剣類登録（じゅうほうとうけんるいとうろく、以下「登録」）は、銃砲刀剣類所持等取締法第14条の規定により、美術品もしくは骨董品として価値のある火縄式銃砲などの古式銃砲、または美術品として価値のある刀剣類を各都道府県教育委員会（旧：文化財保護委員会）が登録する手続である。美術品や骨董品としての価値がない、通常の拳銃などは本手続の対象とならず、都道府県公安委員会の銃砲刀剣類所持許可手続が必要となる。

## 概要
何人も、銃砲刀剣類所持等取締法及び軽犯罪法により、銃砲・刀・剣などの所持を禁止または制限されているが、美術品もしくは骨董品として価値のある火縄式銃砲などの古式銃砲、または美術品として価値のある刀剣類については、その所持を希望する場合、教育委員会の審査を受け、登録を受けることにより所持・譲渡・相続を認められるようになる。誤解されやすいが、登録を受けている銃砲刀剣類は、都道府県公安委員会の銃砲刀剣類所持許可は必要ない。登録は銃砲刀剣類そのものに対してされるので、所有者（譲渡や相続の場合は新所有者）に対する適性検査のようなものはない（対して公安委員会の銃砲刀剣類所許可は自然人に対して適性検査などを課した上でされる）。

## 登録の対象
- 都道府県教育委員会で以下の基準で審査される。
  - 古式銃砲
    - 火縄式銃砲
    - 火打ち石式銃砲[1]
    - 管打ち式銃砲
    - 紙薬包式銃砲
    - ピン打ち式銃砲
    - 前各号に準ずる古式銃砲

  - 以上の形式の古式銃砲であって、次の条件（客観的資料により証明できること）を満たすもの。
    - 日本製銃砲 - 概ね慶応3年（西暦1867年）以前に製造されたもの
    - 外国製銃砲 - 概ね慶応3年（西暦1867年）以前に日本に伝来したもの

  - 刀剣類
    - 日本刀が対象。日本刀とは、武用または鑑賞用として、伝統的な製作方法によって鍛錬し、焼き入れを施したもの。やり、ほこ、なぎなたなどがこれに含まれる。登録は刃渡り15cm以上のものが対象。上記の伝統的な製法以外の方法で作られた軍刀や、西洋など日本国外で製作された剣などは登録対象にならない。

### 登録の基準を満たさない銃砲刀剣類
昭和刀、満鉄刀、造兵刀などの軍刀はは登録の対象にならない場合が多い（登録審査員の判断次第）。
登録の基準を満たさない銃砲刀剣類の場合は警察署の生活安全課保安係に登録不可通知書と共に渡すと無償で廃棄してもらえる。
廃棄を望まない場合には以下の方法で廃棄を免れることができる。
- 公安委員会の銃砲刀剣類所持許可申請に切り替え、審査を受ける。（公安委員会の所持許可の方が審査は厳しいが、美術品的な基準は求められない。）
- 銃刀法の規制範囲外となるように工作をする。（例えば、刃を落とす、全長を短くする、切っ先を落とすなど）この場合は、工作後に発見届出をした警察署にて確認を受ける必要がある。
- 郷土資料としての価値があれば地元の資料館などに寄贈することも可能である[2]。
- 国公立の博物館や美術館では公開を前提に登録証がない状態でも所持・保管が可能であるため、寄付することも可能である[3]。鍔の彫金など刀身以外でも価値が認められることがある。
- 許可が下りない軍刀は自衛隊の広報施設で寄贈を受け付けている。展示品となるが美術品的な基準は求められず、多少の破損でも許容される。寄贈となるため許可はほぼ確実に下りる。

## 登録の手続
1. 銃砲刀剣類発見 - 銃砲刀剣類を発見したら、まず、収納袋やケースに「銃砲刀剣類登録証」又は「銃砲刀剣類所持許可証」がないかを探す。刀剣の場合は拵えや白鞘に貼り付け、刀袋に縫い付けてあったり、底の方に入り込んでいたりすることがある。金庫や書庫などで登録証のみ別に管理している場合もある。「鑑定書（日本美術刀剣保存協会発行）」などが添付されている場合もあるが、これらは登録証ではない（ただし、鑑定書には登録証の番号と教育委員会名が書いてある場合があるので、登録証の有無を確認する手がかりにはなる）。登録証がある場合は、所有者変更届（後述）を提出すればよいが、許可証の場合や登録証が見当たらない場合は発見地を管轄する警察署に速やかに届け出る。
2. 発見届出をする（発見地を管轄する警察署） - 登録証が見当たらない場合は、速やかに、発見の状態のまま（軽微な清掃は良いが、絶対に研ぎに出してはならない）現品を持参し銃砲刀剣類発見届出書を提出する。予め警察署に電話連絡しておくのがよい。（担当官が不在の場合や仮に銃砲刀剣類運搬中に何らかの事故や尋問にあってしまうことも考えられるため）届出が受理されると、銃砲刀剣類発見届出済証明書が、即日又は後日交付されるので、審査を受けるまでは現品と共に保管する。この時点では審査までの所持が認められたにすぎず、届出者は、銃砲刀剣類登録規則第1条4の規定により、審査を受ける義務が発生する。譲渡等（他者による修理・研究・試験・研ぎ等）は、引き続き認められない。他者が手にすると、渡した者はもちろん、手にした者も処罰される恐れがある。所持を希望しない場合は、その旨を申し出て「任意提出」の手続きをし、処分してもらう。届出をしないまま所持していると、銃砲刀剣類所持等取締法の不法所持罪となる。
3. 銃砲刀剣類登録申請書の提出（発見者の住所を管轄する教育委員会） - 都道府県により異なるが、教育委員会からの連絡を待つ場合と、登録希望者が予め教育委員会に出頭する場合がある。登録申請書は都道府県により事前に提出（おおむね審査日の1か月前が締切）する場合と、審査日当日に提出の場合がある。申請書提出時には審査手数料（6，300円）が必要。発見届出した警察署から教育委員会には「銃砲刀剣類届出済証明書発行者名簿（都道府県により名称が異なる）」が送付されるので、連絡を待つよう案内された場合は、こちらから住所氏名を連絡する必要はない。
4. 登録審査会で審査を受ける（発見者の住所を管轄する教育委員会） - 刀剣類発見届出済証と現品を持参し、案内された日時の審査会で審査を受ける。代理人の参加も可能であるが、委任状が必要。正当な理由なく審査を受けないと、法により不法所持罪で処罰されることがある。
5. 銃砲刀剣類登録証（法第15条）交付 - 審査の結果、登録可能であれば交付される。交付された登録証は、以降審査対象となった現物に変更を加えない限り有効であり、更新は必要ない。登録できない場合は、審査会に警察官が立ち合っている場合はその場で、立会いがない場合は、すみやかに発見届を提出した警察署に相談の上、放棄する場合は任意提出し、処分してもらう。刀の場合、刃が付いた刀身以外の部品（拵・ハバキなどの刀装具）は、希望すれば引き続き所持できる。

- 登録証のあった銃砲刀剣類で登録証のみ見当たらない場合は「再交付」手続となる。
- 日本国外から輸入する場合は、別手続となるので予め教育委員会に相談する。

## 登録後の手続
- 所管官庁 - 登録された銃砲刀剣類に関する手続は、「登録の事務を行った教育委員会」つまり、一番初めに登録審査を受けて登録証を交付した教育委員会に対して行う。登録の事務を行った教育委員会は、所有者が変わっても、住所を変更しても変わることがない。
  - 以下の場合は、例外として所有者の住所地を管轄する教育委員会に届け出る。
    - 「文化財保護委員会」名で発行されている登録証
    - 登録証亡失等により、登録の事務を行った教育委員会が不明の場合

  - 各種届出書には、登録証のコピーを添付する。（登録証の亡失等や法令により登録証を返納する場合を除く）
    - 登録証の書き換えは不要なので、原本は必要ない。原本を添付してしまうと、銃砲刀剣類と登録証が別々になってしまうので、不法所持罪になる。
    - 届出をしたことを証する書面は原則発行されず、受理の通知もない。必要な場合は申し出ることにより「受理証明書」を交付してもらうことは可能。届出が受理されたかの確認は電話でもよいとされている。

- 現物確認審査が必要な手続で、登録の事務を行った教育委員会が遠地の場合は、予め申し出ることにより、審査のみ所有者の住所地の教育委員会で受けることができる。この場合も届出の受理と登録証の交付は登録の事務を行った教育委員会が行うので、教育委員会は変わらない。
- 教育委員会から公安委員会に手続事項が通知される場合がある（所有者変更など）。

| 事柄                 | 義務者           | 期限                       | 詳細 | 根拠法                  | 公安委員会への通知 |
| -------------------- | ---------------- | -------------------------- | --- | ----------------------- | ------------------ |
| 所有者変更           | 新所有者         | 取得後20日以内             | 譲渡・相続により所有者が変更となった場合は所有者変更届出書の提出が必要。届出書を持参又は送付する。手数料不要。 | 法第17条 登録規則第9条  | 通知される         |
| 住所変更             | 所有者           | 速やかに                   | 所有者の住所が変わった場合は届出が必要。届出書を持参又は送付する。手数料不要。 |                         |                    |
| 貸し付け・保管の委託 | 所有者           | 事実が発生してから20日以内 | 委託した時は保管委託届出書、返還を受けた時は保管委託終了届出書の提出が必要。試験・研究・研磨・修理・公衆の閲覧のための場合は届出不要。届出書は持参又は送付する。手数料不要。 | 法第17条 登録規則第9条  | 通知される         |
| 登録証の亡失等       | 所有者           | 速やかに                   | 登録証を亡失、盗難、滅失した場合は、届出が必要。現物確認審査後に再交付される。紛失・盗難の場合は警察署へも届出をする。再交付手数料必要。 | 法第15条2               |                    |
| 現物の亡失等         | 所有者           | 速やかに                   | 銃砲刀剣類を亡失、盗難、滅失した場合は、登録証を返納する。紛失・盗難の場合は更に、法23条の2の規定により、警察署へ事故届を提出する必要がある。 | 法第16条1-1 法第23条の2 | 通知される         |
| 改造                 | 所有者           |                            | 文化財保護の点から改造は望ましくないが、法的には改造は禁止されておらず、また、逆に改造を許可する制度も存在しない。ただし、登録証に記載されている事項が変わる改造や修理（目釘穴や長さの増減、銘文の変更など）を実施すると、登録証は効力を失うので、あらかじめ相談し必要な手続をする。一般的には旧登録を廃止して、新規の登録となることが多い。登録審査手数料必要。改造後の銃砲刀剣類が登録の条件を満たさないものとなった場合は、登録を受けることができないので、そのままでは適法に所持することはできない。 |                         |                    |
| 輸出                 | 所有者           | 輸出後速やかに             | 日本国外に銃砲刀剣類を輸出した場合は、登録証を返納する。 | 法第16条1-2             | 通知される         |
| 放棄                 | 所有者が警察署に | 放棄したい時               | 銃砲刀剣類の所持を希望しなくなった場合は、登録証と共に警察署に任意提出の手続をする。登録証は警察署から教育委員会に返納される。 |                         |                    |

## 保管方法
刀剣類の場合は、専用の保管庫などは求められないので、自己がきちんと管理できる場所に銃砲刀剣類登録証と共に保管する。犯罪誘発や悪用防止の点から、公衆から容易に発見や持ち出しができる場所に保管することは望ましくない。

## 運搬方法
- 正当な理由がある場合を除いては、当該許可を受けた銃砲又は刀剣類を携帯し、又は運搬してはならない（法第10条）。
- 正当な理由があり、携帯又は運搬する場合は登録証と共にしなければならない。
- 宅配便や引越便で運搬する場合は、業者によっては引き受けの対象とならなかったり、増運賃が必要な場合があるので事前に確認が必要である。
- 公共交通機関で運搬する場合は、各事業者の定める規則に従う。
- 研磨や修理など一時的な場合であっても、登録証と共に運搬しなければならない。慣習として、原本を渡してしまうことによる詐取や紛失を防ぐ点から、登録証はコピーを共にすることが多い。

## 譲渡の制限
- 登録審査待ち（発見届のみの状態）の銃砲刀剣類は譲渡等（保管の委託・貸与・他者による修理・研究・研ぎなど）できない。
- 登録を受けていても登録証とともにでなければ譲り渡し又は譲り受けてはならない。
- 登録証のみを譲り渡し又は譲り受けてはならない。

## 発見（届出）者に対する処罰
- 銃砲刀剣類を発見し、届け出た者や届出・審査に必要な範囲内で携帯している者（例えば登録審査会に現物を持参する本人や代理人など）を不法所持等で処罰することは、登録を受ける機会を与えている法令と矛盾することから、発見届以前の所持や登録を受けるまでの所持については、届出者や持参人に重大な過失や故意がない限り、処罰を受けることはない。
- ただし、発見届出後に正当な理由なく登録審査を受けないままでいたり、登録不合格決定がされた後も、そのまま所持し続けると不法所持により処罰されることもある。

## 書類参考画像

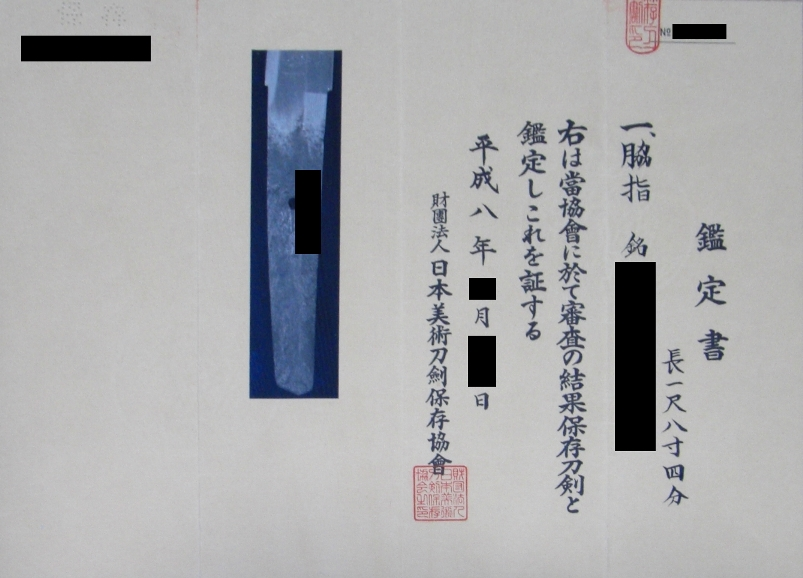
鑑定書（財団法人日本美術刀剣保存協会発行）
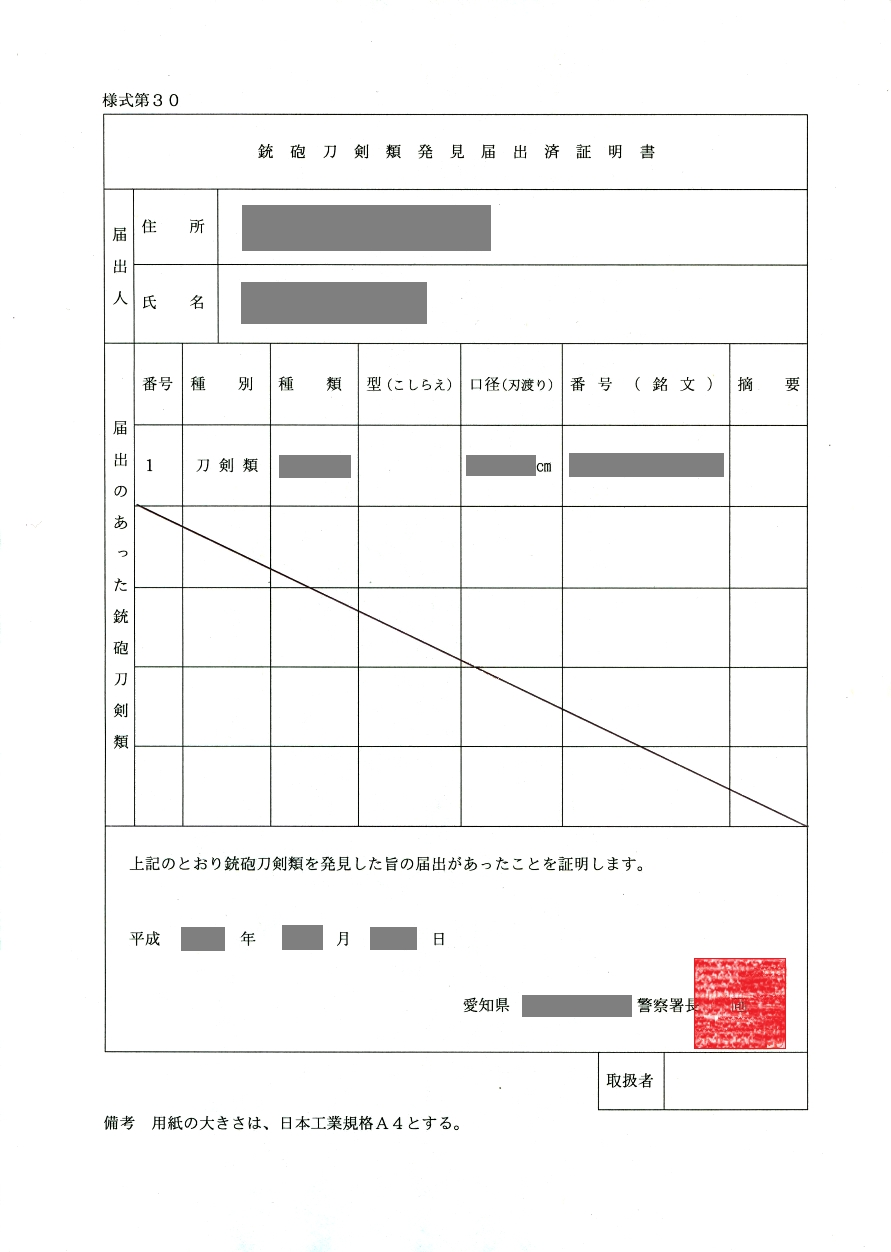
銃砲刀剣類発見届出済証明書（愛知県様式）